# Gabrielle Fontan
Gabrielle Fontan, pseudoniem van Gabrielle Marie Joséphine Pène-Castel, (Bordeaux, 16 april 1873 - Juvisy-sur-Orge, 8 september 1959) was een Franse actrice. Dertig jaar lang (1928-1959) verscheen ze in bijrolletjes of als figurante in ongeveer 130 films.

## Leven en werk

### Toneelactrice
Fontan vatte haar toneelcarrière reeds aan aan het einde van de 19e eeuw. Later bracht ze jaren door in het Théâtre de l'Atelier, eerst onder toneelregisseur Charles Dullin. Dullin nam haar tien jaar onder zijn vleugels en Fontan bloeide helemaal open als toneelspeelster. Daarna werd ze onder meer geregisseerd door André Barsacq, Dullins opvolger.
In de jaren twintig was haar reputatie van die aard dat ze haar eigen toneellessen gaf. Ze bleef de bühne trouw tot in 1956.

### Filmactrice
Fontan maakte heel laat, op 54-jarige leeftijd, haar debuut in de filmwereld, en dit dankzij haar vriend Dullin. Hij vroeg haar op een dag cineast Jean Grémillon uit de nood te helpen door een bijrolletje te spelen in diens debuutfilm, het drama Maldone (1928), waarin hijzelf de hoofdrol vertolkte. 
In 1929 kreeg ze een solidere rol aangeboden in de komedie Ces dames aux chapeaux verts van André Berthomieu. Berthomieu en Grémillon begeleidden verder haar eerste stappen als filmactrice: Berthomieu castte haar nog in negen films, Grémillon nog in vijf.
Vervolgens kreeg ze in de loop van de jaren dertig de gelegenheid mee te spelen in werk van belangrijke cineasten als Jean Renoir, Julien Duvivier en Marcel Carné. Carné (6) en Duvivier (4), Marc Allégret (6), Maurice Tourneur (4), André Cayatte (4), Jean-Paul Le Chanois (4) en Claude Autant-Lara (4) deden in de loop der jaren regelmatig een beroep op haar aanwezigheid. 
Fontan speelde zes keer samen met Jean Gabin en met Gérard Philipe, twee van de grootste 'monstres sacrés' van de Franse film van de 20e eeuw.
Ze was vaak te zien in literatuurverfilmingen, van het werk van Georges Simenon (8) voorop. Met een kwarteeuw tussentijd werd ze gecast in twee filmversies van Victor Hugo's Les Misérables. Ze verscheen eveneens in filmadaptaties van andere klassieke schrijvers zoals onder meer Charles De Coster, Gérard de Nerval, Fjodor Dostojevski, Émile Zola, Alphonse Daudet, Guy de Maupassant, Colette, Jacques Prévert en Jean Anouilh.

### Voorkomen
Fontan was klein en schraal van gestalte, krom en gebogen, als het ware ineengekrompen. Met haar uitgemergeld benig gezicht en haar diep ingevallen ogen kwam ze dikwijls bits en pinnig over. Haar voorkomen was heel geschikt om zure, nijdige, giftige, misnoegde personages te vertolken.

### Typische rollen
Fontan nam meestal bijrolletjes voor haar rekening. Soms verscheen ze maar eventjes, vluchtig, in beeld, soms beperkte haar tekst zich tot één zin of enkele woorden zoals in Le jour se lève (1939).
Fontan was voor alles een karakterspeelster. Ze belichaamde het vaakst een dienstmeid (10) die in de ene film toegewijd was en in de andere ongezond nieuwsgierig of een al dan niet bemoeizuchtige conciërge (10) of hospita (4). Met evenveel gemak gaf ze gestalte aan een roddelaarster (3), een oud dametje (12), een moeder (8), een grootmoeder (5), een tante (2), een religieuze (3), een kaartlegster/waarzegster/helderziende (3), een verkoopster (2), een herbergierster (2) of een boerin (2). Soms oefende ze een leidinggevende functie (3) uit (winkelbazin, moeder overste, schoolhoofd). Ze was eenmalig te zien als kruidenierster, kleedster, voddenverkoopster, clocharde, woekeraarster, gouvernante, muzieklerares en hofdame.
Ze maakte opgemerkte verschijningen als:  
- de trouwe dienstmeid die de dochter van de drankverslaafde advocaat heeft opgevoed in het Simenon-drama Les Inconnus dans la maison (1942),

- de oude moeder die uit haar eigen huis wordt verjaagd en wordt afgevoerd naar een bejaardentehuis door haar onbeschaamde schoondochter in het drama Le Val d'enfer (1943),

- de oude schooldirectrice die in de komedie Papa, maman, ma femme et moi (1956) een leraar van middelbare leeftijd, half zo oud als zij, ontslaat omdat de jeugd nu eenmaal moderne en jonge leerkrachten verkiest,

- de moeder overste van het klooster waar Jean Valjean en Cosette onderduiken in het Victor Hugo-drama Les Misérables (1958),

- de kruidenierster die ontroerd is commissaris Maigret, die ze als kind heeft gekend, na vele jaren terug te zien wanneer deze naar zijn geboortedorp komt in verband met een moordzaak, in de Simenon-misdaadfilm Maigret et l'Affaire Saint-Fiacre (1959),

- oude rancuneuze vrouwen zoals de laffe verklikster in het Jean Anouilh-drama Deux sous de violettes (1951), de kwaadaardige non in het drama La Jeune Folle (1952) of de hatelijke woekeraarster in het Dostojevski-drama Crime et Châtiment (1956).

Fontan overleed in 1959 op 86-jarige leeftijd aan kanker.

## Filmografie (selectie)
- 1928 - Maldone (Jean Grémillon)
- 1929 - Ces dames aux chapeaux verts (André Berthomieu)
- 1929 - Gardiens de phare (Jean Grémillon)
- 1931 - Daïnah la métisse (Jean Grémillon) (middellange film)
- 1932 - Pour un sou d'amour (Jean Grémillon)
- 1934 - Toto (Jacques Tourneur)
- 1934 - Les Misérables (Raymond Bernard)
- 1935 - Jim la Houlette (André Berthomieu)
- 1936 - Partie de campagne (Jean Renoir) (middellange film)
- 1936 - Le Mort en fuite (André Berthomieu)
- 1936 - La vie est à nous (Jean Renoir)
- 1937 - Le Temps des cerises (Jean-Paul Le Chanois)
- 1937 - Un carnet de bal (Julien Duvivier)
- 1938 - Le Petit Chose (Maurice Cloche)
- 1938 - Entrée des artistes (Marc Allégret)
- 1939 - Le Duel (Pierre Fresnay)
- 1939 - La Fin du jour (Julien Duvivier)
- 1939 - Macao, l'enfer du jeu (Jean Delannoy)
- 1939 - Entente cordiale  (Marcel L'Herbier)
- 1939 - Le jour se lève (Marcel Carné)
- 1941 - Premier bal (Christian-Jaque)
- 1941 - Péchés de jeunesse (Maurice Tourneur)
- 1942 - Les Inconnus dans la maison (Henri Decoin)
- 1942 - La fausse maîtresse (André Cayatte)
- 1942 - Huit Hommes dans un château (Richard Pottier)
- 1943 - Picpus (Richard Pottier)
- 1943 - Le Voyageur de la Toussaint (Louis Daquin)
- 1943 - La Main du diable (Maurice Tourneur)
- 1943 - Madame et le mort (Louis Daquin)
- 1943 - Les Roquevillard (Jean Dréville)
- 1943 - L'Escalier sans fin (Georges Lacombe)
- 1943 - Le Val d'enfer (Maurice Tourneur)
- 1943 - Douce (Claude Autant-Lara)
- 1943 - Un seul amour (Pierre Blanchar)
- 1944 - Le Voyageur sans bagage (Jean Anouilh)
- 1945 - Boule de suif (Christian-Jaque)
- 1945 - Les Caves du Majestic (Richard Pottier)
- 1946 - Lunegarde (Marc Allégret)
- 1946 - Le Dernier Sou (André Cayatte)
- 1946 - Sylvie et le Fantôme (Claude Autant-Lara)
- 1946 - Jericho (Henri Calef)
- 1946 - Messieurs Ludovic (Jean-Paul Le Chanois)
- 1946 - Pétrus (Marc Allégret)
- 1946 - Les Portes de la nuit (Marcel Carné)
- 1946 - Le diable au corps (Claude Autant-Lara)
- 1947 - Monsieur Vincent (Maurice Cloche)
- 1948 - L'amore (Roberto Rossellini) (episode Il miracolo)
- 1948 - Après l'amour (Maurice Tourneur)
- 1948 - Le Dessous des cartes (André Cayatte)
- 1949 - The man of the Eiffel Tower (Burgess Meredith)
- 1949 - Une si jolie petite plage (Yves Allégret)
- 1949 - Manon (Henri-Georges Clouzot)
- 1950 - La Marie du port (Marcel Carné)
- 1951 - Juliette ou la Clé des songes (Marcel Carné)
- 1951 - Deux sous de violettes (Jean Anouilh)
- 1952 - La Jeune Folle (Yves Allégret)
- 1954 - Le Grand Jeu (Robert Siodmak)
- 1954 - Les hommes ne pensent qu'à ça (Yves Robert)
- 1955 - Le Dossier noir (André Cayatte)
- 1955 - Les Grandes Manœuvres (René Clair)
- 1956 - Papa, maman, ma femme et moi (Jean-Paul Le Chanois)
- 1956 - Voici le temps des assassins (Julien Duvivier)
- 1956 - Trapeze (Carol Reed)
- 1956 - En effeuillant la marguerite (Marc Allégret)
- 1956 - Le Pays d'où je viens (Marcel Carné)
- 1956 - Paris, Palace Hôtel (Henri Verneuil)
- 1956 - Les Aventures de Till l'Espiègle (Gérard Philipe en Joris Ivens)
- 1956 - Crime et Châtiment (Georges Lampin)
- 1957 - Porte des Lilas (René Clair)
- 1957 - L'Amour est en jeu  (Marc Allégret)
- 1957 - Pot-Bouille (Julien Duvivier)
- 1958 - Les Misérables (Jean-Paul Le Chanois)
- 1958 - Sois belle et tais-toi (Marc Allégret)
- 1958 - En légitime défense (André Berthomieu)
- 1958 - En cas de malheur (Claude Autant-Lara)
- 1958 - Les Tricheurs (Marcel Carné)
- 1959 - Pourquoi viens-tu si tard ? (Henri Decoin)
- 1959 - Les Amants de demain (Marcel Blistène)
- 1959 - Maigret et l'Affaire Saint-Fiacre (Jean Delannoy)

- Bibliothèque nationale de France: cb146554859 (data)
- International Standard Name Identifier: 0000 0000 4723 5027
- Library of Congress Control Number: no2002095917
- Système universitaire de documentation: 172617553
- Virtual International Authority File: 64267916
- WorldCat: E39PBJvCKGH3YXGGk7R6RTYtrq